# Интернасьонал (футбольный клуб, Лажис)
«Интернасьона́л» (Лажис), более известный как «Интер ди Лажис» или «Интер Лажис» (порт.-браз. Esporte Clube Internacional; Inter de Lages) — бразильский футбольный клуб представляющий город Лажис штата Санта-Катарина. В 2016 году клуб выступал в Серии D Бразилии.

## История
Клуб основан 13 июня 1949 года, домашние матчи проводит на арене «Видал Рамос Жуниор», вмещающей 9,6 тыс. зрителей. Лучшим достижением клуба в чемпионате штата Санта-Катарина стало первое место завоёванное им в 1965 году. В 2015 году «Интер Лажис» дебютировал в Серии D чемпионата Бразилии, где занял 31-е место из 40 команд. Талисманом клуба является пума.

## Достижения
- Чемпион Лиги Катариненсе (1): 1965